# Tirrena-Adriàtica 2024
La Tirrena-Adriàtica 2024, 59a edició de la Tirrena-Adriàtica, es disputà entre el 4 i el 10 de març de 2024 sobre un recorregut de 1.115 km repartits en set etapes, la primera d'elles una contrarellotge individual. La cursa formava part de l'UCI World Tour 2024.
El vencedor final fou el danès Jonas Vingegaard (Team Visma-Lease a Bike), que s'imposà clarament a Juan Ayuso (UAE Team Emirates) i Jai Hindley (Bora-Hansgrohe), segon i tercer respectivament. Vingegaard també guanyà dues etapes i la classificació de la muntanya, mentre Ayuso guanyà la dels joves, Jonathan Milan (Lidl-Trek) la dels punts i l'UAE Team Emirates fou el millor equip.

## Equips
En la cursa hi van prendre part vint-i-cinc equips, els 18 equips UCI WorldTeams, més set equips de categoria UCI ProTeam.
| WorldTeams (18)- Alpecin-Deceuninck - Arkéa-B&B Hotels - Astana Qazaqstan Team - Bahrain Victorious - Bora-Hansgrohe - Cofidis - Decathlon-AG2R La Mondiale - EF Education-EasyPost - Groupama-FDJ - Ineos Grenadiers - Intermarché-Wanty - Lidl-Trek - Movistar Team - Soudal Quick-Step - Team dsm-firmenich PostNL - Team Jayco AlUla - Team Visma \| Lease a Bike - UAE Team Emirates ProTeams (7)- Israel-Premier Tech - Q36.5 Pro Cycling Team - Corratec-Vini Fantini - Polti Kometa - Tudor Pro Cycling Team - Uno-X Mobility - VF Group-Bardiani CSF-Faizané |
| |

## Etapes
| Etapa    | Data       | Ciutats d'etapa                                     | type                      | Distància (km) | Desnivell (m) | Vencedor de l'etapa | Líder de la general |
| -------- | ---------- | --------------------------------------------------- | ------------------------- | -------------- | ------------- | ------------------- | ------------------- |
| 1a etapa | 4 de març  | Lido di Camaiore – Lido di Camaiore                 | contrarellotge individual | 10             | 5 m           | Juan Ayuso Pesquera | Juan Ayuso Pesquera |
| 2a etapa | 5 de març  | Camaiore – Follonica                                | etapa accidentada         | 198            | 1.401 m       | Jasper Philipsen    | Juan Ayuso Pesquera |
| 3a etapa | 6 de març  | Volterra – Gualdo Tadino                            | etapa de mitja muntanya   | 225            | 2.616 m       | Phil Bauhaus        | Juan Ayuso Pesquera |
| 4a etapa | 7 de març  | Arrone – Giulianova                                 | etapa de mitja muntanya   | 207            | 2.923 m       | Jonathan Milan      | Jonathan Milan      |
| 5a etapa | 8 de març  | Torricella Sicura – Valle Castellana                | etapa de muntanya         | 144            | 3.015 m       | Jonas Vingegaard    | Jonas Vingegaard    |
| 6a etapa | 9 de març  | Sassoferrato – Cagli                                | etapa de muntanya         | 180            | 3.544 m       | Jonas Vingegaard    | Jonas Vingegaard    |
| 7a etapa | 10 de març | San Benedetto del Tronto – San Benedetto del Tronto | etapa accidentada         | 154            | 1.508 m       | Jonathan Milan      | Jonas Vingegaard    |

### Etapa 1
Lido di Camaiore – Lido di Camaiore, 4 de març, 10 km
| \| Classificació de l'etapa \| Classificació de l'etapa \| Classificació de l'etapa \| Classificació de l'etapa \| Classificació de l'etapa \| \| Corredor \| Corredor \| Equip \| Temps \| \| \| ------------------------ \| ------------------------ \| -------------------------- \| ------------------------ \| ------------------------ \| \| 1r \| Juan Ayuso Pesquera \| UAE Team Emirates \| 11' 24" \| \| \| 2n \| Filippo Ganna \| Ineos Grenadiers \| + 1" \| \| \| 3r \| Jonathan Milan \| Lidl-Trek \| + 12" \| \| \| 4t \| Ethan Vernon \| Israel-Premier Tech \| + 13" \| \| \| 5è \| Josef Černý \| Soudal Quick-Step \| + 14" \| \| \| 6è \| Søren Wærenskjold \| Uno-X Mobility \| + 15" \| \| \| 7è \| Antonio Tiberi \| Bahrain Victorious \| + 17" \| \| \| 8è \| Kévin Vauquelin \| Arkéa-B&B Hotels \| + 18" \| \| \| 9è \| Jonas Vingegaard \| Team Visma \\| Lease a Bike \| + 22" \| \| \| 10è \| Romain Grégoire \| Groupama-FDJ \| + 22" \| \| |                     |                            |         |
| |                     |                            |         |
| Font: ProCyclingStats |                     |                            |         |
| Classificació de l'etapa |                     |                            |         |
| Corredor | Corredor            | Equip                      | Temps   |
| 1r | Juan Ayuso Pesquera | UAE Team Emirates          | 11' 24" |
| 2n | Filippo Ganna       | Ineos Grenadiers           | + 1"    |
| 3r | Jonathan Milan      | Lidl-Trek                  | + 12"   |
| 4t | Ethan Vernon        | Israel-Premier Tech        | + 13"   |
| 5è | Josef Černý         | Soudal Quick-Step          | + 14"   |
| 6è | Søren Wærenskjold   | Uno-X Mobility             | + 15"   |
| 7è | Antonio Tiberi      | Bahrain Victorious         | + 17"   |
| 8è | Kévin Vauquelin     | Arkéa-B&B Hotels           | + 18"   |
| 9è | Jonas Vingegaard    | Team Visma \| Lease a Bike | + 22"   |
| 10è | Romain Grégoire     | Groupama-FDJ               | + 22"   |

| \| Classificació general \| Classificació general \| Classificació general \| Classificació general \| Classificació general \| \| Corredor \| Corredor \| Equip \| Temps \| \| \| --------------------- \| --------------------- \| -------------------------- \| --------------------- \| --------------------- \| \| 1r \| Juan Ayuso Pesquera \| UAE Team Emirates \| 11' 24" \| \| \| 2n \| Filippo Ganna \| Ineos Grenadiers \| + 1" \| \| \| 3r \| Jonathan Milan \| Lidl-Trek \| + 12" \| \| \| 4t \| Ethan Vernon \| Israel-Premier Tech \| + 13" \| \| \| 5è \| Josef Černý \| Soudal Quick-Step \| + 14" \| \| \| 6è \| Søren Wærenskjold \| Uno-X Mobility \| + 15" \| \| \| 7è \| Antonio Tiberi \| Bahrain Victorious \| + 17" \| \| \| 8è \| Kévin Vauquelin \| Arkéa-B&B Hotels \| + 18" \| \| \| 9è \| Jonas Vingegaard \| Team Visma \\| Lease a Bike \| + 22" \| \| \| 10è \| Romain Grégoire \| Groupama-FDJ \| + 22" \| \| |                     |                            |         |
| |                     |                            |         |
| Font: ProCyclingStats |                     |                            |         |
| Classificació general |                     |                            |         |
| Corredor | Corredor            | Equip                      | Temps   |
| 1r | Juan Ayuso Pesquera | UAE Team Emirates          | 11' 24" |
| 2n | Filippo Ganna       | Ineos Grenadiers           | + 1"    |
| 3r | Jonathan Milan      | Lidl-Trek                  | + 12"   |
| 4t | Ethan Vernon        | Israel-Premier Tech        | + 13"   |
| 5è | Josef Černý         | Soudal Quick-Step          | + 14"   |
| 6è | Søren Wærenskjold   | Uno-X Mobility             | + 15"   |
| 7è | Antonio Tiberi      | Bahrain Victorious         | + 17"   |
| 8è | Kévin Vauquelin     | Arkéa-B&B Hotels           | + 18"   |
| 9è | Jonas Vingegaard    | Team Visma \| Lease a Bike | + 22"   |
| 10è | Romain Grégoire     | Groupama-FDJ               | + 22"   |

### Etapa 2
Camaiore – Follonica, 5 de març, 198 km
| \| Classificació de l'etapa \| Classificació de l'etapa \| Classificació de l'etapa \| Classificació de l'etapa \| Classificació de l'etapa \| \| Corredor \| Corredor \| Equip \| Temps \| \| \| ------------------------ \| ------------------------ \| ------------------------- \| ------------------------ \| ------------------------ \| \| 1r \| Jasper Philipsen \| Alpecin-Deceuninck \| 4h 32' 07" \| \| \| 2n \| Tim Merlier \| Soudal Quick-Step \| + 0" \| \| \| 3r \| Axel Zingle \| Cofidis \| + 0" \| \| \| 4t \| Amaury Capiot \| Arkéa-B&B Hotels \| + 0" \| \| \| 5è \| Casper van Uden \| Team dsm-firmenich PostNL \| + 0" \| \| \| 6è \| Søren Wærenskjold \| Uno-X Mobility \| + 0" \| \| \| 7è \| Giovanni Lonardi \| Team Polti Kometa \| + 0" \| \| \| 8è \| Ethan Vernon \| Israel-Premier Tech \| + 0" \| \| \| 9è \| Jonathan Milan \| Lidl-Trek \| + 0" \| \| \| 10è \| Fabian Lienhard \| Groupama-FDJ \| + 0" \| \| |                   |                           |            |
| |                   |                           |            |
| Font: ProCyclingStats |                   |                           |            |
| Classificació de l'etapa |                   |                           |            |
| Corredor | Corredor          | Equip                     | Temps      |
| 1r | Jasper Philipsen  | Alpecin-Deceuninck        | 4h 32' 07" |
| 2n | Tim Merlier       | Soudal Quick-Step         | + 0"       |
| 3r | Axel Zingle       | Cofidis                   | + 0"       |
| 4t | Amaury Capiot     | Arkéa-B&B Hotels          | + 0"       |
| 5è | Casper van Uden   | Team dsm-firmenich PostNL | + 0"       |
| 6è | Søren Wærenskjold | Uno-X Mobility            | + 0"       |
| 7è | Giovanni Lonardi  | Team Polti Kometa         | + 0"       |
| 8è | Ethan Vernon      | Israel-Premier Tech       | + 0"       |
| 9è | Jonathan Milan    | Lidl-Trek                 | + 0"       |
| 10è | Fabian Lienhard   | Groupama-FDJ              | + 0"       |

| \| Classificació general \| Classificació general \| Classificació general \| Classificació general \| Classificació general \| \| Corredor \| Corredor \| Equip \| Temps \| \| \| --------------------- \| --------------------- \| -------------------------- \| --------------------- \| --------------------- \| \| 1r \| Juan Ayuso Pesquera \| UAE Team Emirates \| 4h 43' 31" \| \| \| 2n \| Filippo Ganna \| Ineos Grenadiers \| + 1" \| \| \| 3r \| Jonathan Milan \| Lidl-Trek \| + 12" \| \| \| 4t \| Ethan Vernon \| Israel-Premier Tech \| + 13" \| \| \| 5è \| Søren Wærenskjold \| Uno-X Mobility \| + 15" \| \| \| 6è \| Antonio Tiberi \| Bahrain Victorious \| + 17" \| \| \| 7è \| Kévin Vauquelin \| Arkéa-B&B Hotels \| + 18" \| \| \| 8è \| Jonas Vingegaard \| Team Visma \\| Lease a Bike \| + 22" \| \| \| 9è \| Romain Grégoire \| Groupama-FDJ \| + 22" \| \| \| 10è \| Tobias Ludvigsson \| Q36.5 Pro Cycling Team \| + 23" \| \| |                     |                            |            |
| |                     |                            |            |
| Font: ProCyclingStats |                     |                            |            |
| Classificació general |                     |                            |            |
| Corredor | Corredor            | Equip                      | Temps      |
| 1r | Juan Ayuso Pesquera | UAE Team Emirates          | 4h 43' 31" |
| 2n | Filippo Ganna       | Ineos Grenadiers           | + 1"       |
| 3r | Jonathan Milan      | Lidl-Trek                  | + 12"      |
| 4t | Ethan Vernon        | Israel-Premier Tech        | + 13"      |
| 5è | Søren Wærenskjold   | Uno-X Mobility             | + 15"      |
| 6è | Antonio Tiberi      | Bahrain Victorious         | + 17"      |
| 7è | Kévin Vauquelin     | Arkéa-B&B Hotels           | + 18"      |
| 8è | Jonas Vingegaard    | Team Visma \| Lease a Bike | + 22"      |
| 9è | Romain Grégoire     | Groupama-FDJ               | + 22"      |
| 10è | Tobias Ludvigsson   | Q36.5 Pro Cycling Team     | + 23"      |

### Etapa 3
Volterra – Gualdo Tadino, 6 de març, 220 km
| \| Classificació de l'etapa \| Classificació de l'etapa \| Classificació de l'etapa \| Classificació de l'etapa \| Classificació de l'etapa \| \| Corredor \| Corredor \| Equip \| Temps \| \| \| ------------------------ \| ------------------------ \| -------------------------- \| ------------------------ \| ------------------------ \| \| 1r \| Phil Bauhaus \| Bahrain Victorious \| 5h 25' 51" \| \| \| 2n \| Jonathan Milan \| Lidl-Trek \| + 0" \| \| \| 3r \| Kévin Vauquelin \| Arkéa-B&B Hotels \| + 0" \| \| \| 4t \| Alberto Bettiol \| EF Education-EasyPost \| + 0" \| \| \| 5è \| Andrea Vendrame \| Decathlon-AG2R La Mondiale \| + 0" \| \| \| 6è \| Simone Velasco \| Astana Qazaqstan Team \| + 0" \| \| \| 7è \| Damiano Caruso \| Bahrain Victorious \| + 0" \| \| \| 8è \| Marius Mayrhofer \| Tudor Pro Cycling Team \| + 0" \| \| \| 9è \| Kevin Vermaerke \| Team dsm-firmenich PostNL \| + 0" \| \| \| 10è \| Nikias Arndt \| Bahrain Victorious \| + 0" \| \| |                  |                            |            |
| |                  |                            |            |
| Font: ProCyclingStats |                  |                            |            |
| Classificació de l'etapa |                  |                            |            |
| Corredor | Corredor         | Equip                      | Temps      |
| 1r | Phil Bauhaus     | Bahrain Victorious         | 5h 25' 51" |
| 2n | Jonathan Milan   | Lidl-Trek                  | + 0"       |
| 3r | Kévin Vauquelin  | Arkéa-B&B Hotels           | + 0"       |
| 4t | Alberto Bettiol  | EF Education-EasyPost      | + 0"       |
| 5è | Andrea Vendrame  | Decathlon-AG2R La Mondiale | + 0"       |
| 6è | Simone Velasco   | Astana Qazaqstan Team      | + 0"       |
| 7è | Damiano Caruso   | Bahrain Victorious         | + 0"       |
| 8è | Marius Mayrhofer | Tudor Pro Cycling Team     | + 0"       |
| 9è | Kevin Vermaerke  | Team dsm-firmenich PostNL  | + 0"       |
| 10è | Nikias Arndt     | Bahrain Victorious         | + 0"       |

| \| Classificació general \| Classificació general \| Classificació general \| Classificació general \| Classificació general \| \| Corredor \| Corredor \| Equip \| Temps \| \| \| --------------------- \| --------------------- \| -------------------------- \| --------------------- \| --------------------- \| \| 1r \| Juan Ayuso Pesquera \| UAE Team Emirates \| 10h 09' 22" \| \| \| 2n \| Jonathan Milan \| Lidl-Trek \| + 6" \| \| \| 3r \| Kévin Vauquelin \| Arkéa-B&B Hotels \| + 14" \| \| \| 4t \| Antonio Tiberi \| Bahrain Victorious \| + 17" \| \| \| 5è \| Jonas Vingegaard \| Team Visma \\| Lease a Bike \| + 22" \| \| \| 6è \| Romain Grégoire \| Groupama-FDJ \| + 22" \| \| \| 7è \| Jai Hindley \| Bora-Hansgrohe \| + 24" \| \| \| 8è \| Neilson Powless \| EF Education-EasyPost \| + 26" \| \| \| 9è \| Max Poole \| Team dsm-firmenich PostNL \| + 26" \| \| \| 10è \| Lennard Kämna \| Bora-Hansgrohe \| + 26" \| \| |                     |                            |             |
| |                     |                            |             |
| Font: ProCyclingStats |                     |                            |             |
| Classificació general |                     |                            |             |
| Corredor | Corredor            | Equip                      | Temps       |
| 1r | Juan Ayuso Pesquera | UAE Team Emirates          | 10h 09' 22" |
| 2n | Jonathan Milan      | Lidl-Trek                  | + 6"        |
| 3r | Kévin Vauquelin     | Arkéa-B&B Hotels           | + 14"       |
| 4t | Antonio Tiberi      | Bahrain Victorious         | + 17"       |
| 5è | Jonas Vingegaard    | Team Visma \| Lease a Bike | + 22"       |
| 6è | Romain Grégoire     | Groupama-FDJ               | + 22"       |
| 7è | Jai Hindley         | Bora-Hansgrohe             | + 24"       |
| 8è | Neilson Powless     | EF Education-EasyPost      | + 26"       |
| 9è | Max Poole           | Team dsm-firmenich PostNL  | + 26"       |
| 10è | Lennard Kämna       | Bora-Hansgrohe             | + 26"       |

### Etapa 4
Arrone – Giulianova, 7 de març, 207 km
| \| Classificació de l'etapa \| Classificació de l'etapa \| Classificació de l'etapa \| Classificació de l'etapa \| Classificació de l'etapa \| \| Corredor \| Corredor \| Equip \| Temps \| \| \| ------------------------ \| ------------------------ \| ------------------------ \| ------------------------ \| ------------------------ \| \| 1r \| Jonathan Milan \| Lidl-Trek \| 4h 56' 44" \| \| \| 2n \| Jasper Philipsen \| Alpecin-Deceuninck \| + 0" \| \| \| 3r \| Corbin Strong \| Israel-Premier Tech \| + 0" \| \| \| 4t \| Biniam Girmay \| Intermarché-Wanty \| + 0" \| \| \| 5è \| Axel Zingle \| Cofidis \| + 0" \| \| \| 6è \| Marius Mayrhofer \| Tudor Pro Cycling Team \| + 0" \| \| \| 7è \| Jonas Abrahamsen \| Uno-X Mobility \| + 0" \| \| \| 8è \| Iván García Cortina \| Movistar Team \| + 0" \| \| \| 9è \| Julian Alaphilippe \| Soudal Quick-Step \| + 0" \| \| \| 10è \| Antonio Tiberi \| Bahrain Victorious \| + 0" \| \| |                     |                        |            |
| |                     |                        |            |
| Font: ProCyclingStats |                     |                        |            |
| Classificació de l'etapa |                     |                        |            |
| Corredor | Corredor            | Equip                  | Temps      |
| 1r | Jonathan Milan      | Lidl-Trek              | 4h 56' 44" |
| 2n | Jasper Philipsen    | Alpecin-Deceuninck     | + 0"       |
| 3r | Corbin Strong       | Israel-Premier Tech    | + 0"       |
| 4t | Biniam Girmay       | Intermarché-Wanty      | + 0"       |
| 5è | Axel Zingle         | Cofidis                | + 0"       |
| 6è | Marius Mayrhofer    | Tudor Pro Cycling Team | + 0"       |
| 7è | Jonas Abrahamsen    | Uno-X Mobility         | + 0"       |
| 8è | Iván García Cortina | Movistar Team          | + 0"       |
| 9è | Julian Alaphilippe  | Soudal Quick-Step      | + 0"       |
| 10è | Antonio Tiberi      | Bahrain Victorious     | + 0"       |

| \| Classificació general \| Classificació general \| Classificació general \| Classificació general \| Classificació general \| \| Corredor \| Corredor \| Equip \| Temps \| \| \| --------------------- \| --------------------- \| -------------------------- \| --------------------- \| --------------------- \| \| 1r \| Jonathan Milan \| Lidl-Trek \| 15h 06' 02" \| \| \| 2n \| Juan Ayuso Pesquera \| UAE Team Emirates \| + 4" \| \| \| 3r \| Kévin Vauquelin \| Arkéa-B&B Hotels \| + 18" \| \| \| 4t \| Antonio Tiberi \| Bahrain Victorious \| + 21" \| \| \| 5è \| Jonas Vingegaard \| Team Visma \\| Lease a Bike \| + 26" \| \| \| 6è \| Romain Grégoire \| Groupama-FDJ \| + 26" \| \| \| 7è \| Jai Hindley \| Bora-Hansgrohe \| + 28" \| \| \| 8è \| Neilson Powless \| EF Education-EasyPost \| + 30" \| \| \| 9è \| Max Poole \| Team dsm-firmenich PostNL \| + 30" \| \| \| 10è \| Lennard Kämna \| Bora-Hansgrohe \| + 30" \| \| |                     |                            |             |
| |                     |                            |             |
| Font: ProCyclingStats |                     |                            |             |
| Classificació general |                     |                            |             |
| Corredor | Corredor            | Equip                      | Temps       |
| 1r | Jonathan Milan      | Lidl-Trek                  | 15h 06' 02" |
| 2n | Juan Ayuso Pesquera | UAE Team Emirates          | + 4"        |
| 3r | Kévin Vauquelin     | Arkéa-B&B Hotels           | + 18"       |
| 4t | Antonio Tiberi      | Bahrain Victorious         | + 21"       |
| 5è | Jonas Vingegaard    | Team Visma \| Lease a Bike | + 26"       |
| 6è | Romain Grégoire     | Groupama-FDJ               | + 26"       |
| 7è | Jai Hindley         | Bora-Hansgrohe             | + 28"       |
| 8è | Neilson Powless     | EF Education-EasyPost      | + 30"       |
| 9è | Max Poole           | Team dsm-firmenich PostNL  | + 30"       |
| 10è | Lennard Kämna       | Bora-Hansgrohe             | + 30"       |

### Etapa 5
Torricella Sicura – Valle Castellana, 8 de març, 146 km
| \| Classificació de l'etapa \| Classificació de l'etapa \| Classificació de l'etapa \| Classificació de l'etapa \| Classificació de l'etapa \| \| Corredor \| Corredor \| Equip \| Temps \| \| \| ------------------------ \| ------------------------ \| -------------------------- \| ------------------------ \| ------------------------ \| \| 1r \| Jonas Vingegaard \| Team Visma \\| Lease a Bike \| 3h 28' 27" \| \| \| 2n \| Juan Ayuso Pesquera \| UAE Team Emirates \| + 1' 12" \| \| \| 3r \| Jai Hindley \| Bora-Hansgrohe \| + 1' 12" \| \| \| 4t \| Ben O'Connor \| Decathlon-AG2R La Mondiale \| + 1' 14" \| \| \| 5è \| Thymen Arensman \| Ineos Grenadiers \| + 1' 14" \| \| \| 6è \| Cian Uijtdebroeks \| Team Visma \\| Lease a Bike \| + 1' 14" \| \| \| 7è \| Isaac del Toro \| UAE Team Emirates \| + 1' 14" \| \| \| 8è \| Thomas Pidcock \| Ineos Grenadiers \| + 2' 52" \| \| \| 9è \| Kévin Vauquelin \| Arkéa-B&B Hotels \| + 2' 52" \| \| \| 10è \| Romain Grégoire \| Groupama-FDJ \| + 2' 52" \| \| |                     |                            |            |
| |                     |                            |            |
| Font: ProCyclingStats |                     |                            |            |
| Classificació de l'etapa |                     |                            |            |
| Corredor | Corredor            | Equip                      | Temps      |
| 1r | Jonas Vingegaard    | Team Visma \| Lease a Bike | 3h 28' 27" |
| 2n | Juan Ayuso Pesquera | UAE Team Emirates          | + 1' 12"   |
| 3r | Jai Hindley         | Bora-Hansgrohe             | + 1' 12"   |
| 4t | Ben O'Connor        | Decathlon-AG2R La Mondiale | + 1' 14"   |
| 5è | Thymen Arensman     | Ineos Grenadiers           | + 1' 14"   |
| 6è | Cian Uijtdebroeks   | Team Visma \| Lease a Bike | + 1' 14"   |
| 7è | Isaac del Toro      | UAE Team Emirates          | + 1' 14"   |
| 8è | Thomas Pidcock      | Ineos Grenadiers           | + 2' 52"   |
| 9è | Kévin Vauquelin     | Arkéa-B&B Hotels           | + 2' 52"   |
| 10è | Romain Grégoire     | Groupama-FDJ               | + 2' 52"   |

| \| Classificació general \| Classificació general \| Classificació general \| Classificació general \| Classificació general \| \| Corredor \| Corredor \| Equip \| Temps \| \| \| --------------------- \| --------------------- \| -------------------------- \| --------------------- \| --------------------- \| \| 1r \| Jonas Vingegaard \| Team Visma \\| Lease a Bike \| 18h 34' 45" \| \| \| 2n \| Juan Ayuso Pesquera \| UAE Team Emirates \| + 54" \| \| \| 3r \| Jai Hindley \| Bora-Hansgrohe \| + 1' 20" \| \| \| 4t \| Thymen Arensman \| Ineos Grenadiers \| + 1' 29" \| \| \| 5è \| Ben O'Connor \| Decathlon-AG2R La Mondiale \| + 1' 32" \| \| \| 6è \| Isaac del Toro \| UAE Team Emirates \| + 1' 34" \| \| \| 7è \| Cian Uijtdebroeks \| Team Visma \\| Lease a Bike \| + 2' 12" \| \| \| 8è \| Kévin Vauquelin \| Arkéa-B&B Hotels \| + 2' 54" \| \| \| 9è \| Antonio Tiberi \| Bahrain Victorious \| + 2' 57" \| \| \| 10è \| Romain Grégoire \| Groupama-FDJ \| + 3' 02" \| \| |                     |                            |             |
| |                     |                            |             |
| Font: ProCyclingStats |                     |                            |             |
| Classificació general |                     |                            |             |
| Corredor | Corredor            | Equip                      | Temps       |
| 1r | Jonas Vingegaard    | Team Visma \| Lease a Bike | 18h 34' 45" |
| 2n | Juan Ayuso Pesquera | UAE Team Emirates          | + 54"       |
| 3r | Jai Hindley         | Bora-Hansgrohe             | + 1' 20"    |
| 4t | Thymen Arensman     | Ineos Grenadiers           | + 1' 29"    |
| 5è | Ben O'Connor        | Decathlon-AG2R La Mondiale | + 1' 32"    |
| 6è | Isaac del Toro      | UAE Team Emirates          | + 1' 34"    |
| 7è | Cian Uijtdebroeks   | Team Visma \| Lease a Bike | + 2' 12"    |
| 8è | Kévin Vauquelin     | Arkéa-B&B Hotels           | + 2' 54"    |
| 9è | Antonio Tiberi      | Bahrain Victorious         | + 2' 57"    |
| 10è | Romain Grégoire     | Groupama-FDJ               | + 3' 02"    |

### Etapa 6
Sassoferrato – Cagli, 9 de març, 180 km
| \| Classificació de l'etapa \| Classificació de l'etapa \| Classificació de l'etapa \| Classificació de l'etapa \| Classificació de l'etapa \| \| Corredor \| Corredor \| Equip \| Temps \| \| \| ------------------------ \| ------------------------ \| -------------------------- \| ------------------------ \| ------------------------ \| \| 1r \| Jonas Vingegaard \| Team Visma \\| Lease a Bike \| 4h 31' 57" \| \| \| 2n \| Juan Ayuso Pesquera \| UAE Team Emirates \| + 26" \| \| \| 3r \| Jai Hindley \| Bora-Hansgrohe \| + 26" \| \| \| 4t \| Isaac del Toro \| UAE Team Emirates \| + 36" \| \| \| 5è \| Thomas Pidcock \| Ineos Grenadiers \| + 42" \| \| \| 6è \| Ben O'Connor \| Decathlon-AG2R La Mondiale \| + 42" \| \| \| 7è \| Lennard Kämna \| Bora-Hansgrohe \| + 46" \| \| \| 8è \| Thymen Arensman \| Ineos Grenadiers \| + 46" \| \| \| 9è \| Cian Uijtdebroeks \| Team Visma \\| Lease a Bike \| + 48" \| \| \| 10è \| Wout Poels \| Bahrain Victorious \| + 1' 14" \| \| |                     |                            |            |
| |                     |                            |            |
| Font: ProCyclingStats |                     |                            |            |
| Classificació de l'etapa |                     |                            |            |
| Corredor | Corredor            | Equip                      | Temps      |
| 1r | Jonas Vingegaard    | Team Visma \| Lease a Bike | 4h 31' 57" |
| 2n | Juan Ayuso Pesquera | UAE Team Emirates          | + 26"      |
| 3r | Jai Hindley         | Bora-Hansgrohe             | + 26"      |
| 4t | Isaac del Toro      | UAE Team Emirates          | + 36"      |
| 5è | Thomas Pidcock      | Ineos Grenadiers           | + 42"      |
| 6è | Ben O'Connor        | Decathlon-AG2R La Mondiale | + 42"      |
| 7è | Lennard Kämna       | Bora-Hansgrohe             | + 46"      |
| 8è | Thymen Arensman     | Ineos Grenadiers           | + 46"      |
| 9è | Cian Uijtdebroeks   | Team Visma \| Lease a Bike | + 48"      |
| 10è | Wout Poels          | Bahrain Victorious         | + 1' 14"   |

| \| Classificació general \| Classificació general \| Classificació general \| Classificació general \| Classificació general \| \| Corredor \| Corredor \| Equip \| Temps \| \| \| --------------------- \| --------------------- \| -------------------------- \| --------------------- \| --------------------- \| \| 1r \| Jonas Vingegaard \| Team Visma \\| Lease a Bike \| 23h 06' 32" \| \| \| 2n \| Juan Ayuso Pesquera \| UAE Team Emirates \| + 1' 24" \| \| \| 3r \| Jai Hindley \| Bora-Hansgrohe \| + 1' 32" \| \| \| 4t \| Isaac del Toro \| UAE Team Emirates \| + 2' 20" \| \| \| 5è \| Ben O'Connor \| Decathlon-AG2R La Mondiale \| + 2' 24" \| \| \| 6è \| Thymen Arensman \| Ineos Grenadiers \| + 2' 25" \| \| \| 7è \| Cian Uijtdebroeks \| Team Visma \\| Lease a Bike \| + 3' 10" \| \| \| 8è \| Lennard Kämna \| Bora-Hansgrohe \| + 4' 02" \| \| \| 9è \| Thomas Pidcock \| Ineos Grenadiers \| + 4' 05" \| \| \| 10è \| Kévin Vauquelin \| Arkéa-B&B Hotels \| + 4' 24" \| \| |                     |                            |             |
| |                     |                            |             |
| Font: ProCyclingStats |                     |                            |             |
| Classificació general |                     |                            |             |
| Corredor | Corredor            | Equip                      | Temps       |
| 1r | Jonas Vingegaard    | Team Visma \| Lease a Bike | 23h 06' 32" |
| 2n | Juan Ayuso Pesquera | UAE Team Emirates          | + 1' 24"    |
| 3r | Jai Hindley         | Bora-Hansgrohe             | + 1' 32"    |
| 4t | Isaac del Toro      | UAE Team Emirates          | + 2' 20"    |
| 5è | Ben O'Connor        | Decathlon-AG2R La Mondiale | + 2' 24"    |
| 6è | Thymen Arensman     | Ineos Grenadiers           | + 2' 25"    |
| 7è | Cian Uijtdebroeks   | Team Visma \| Lease a Bike | + 3' 10"    |
| 8è | Lennard Kämna       | Bora-Hansgrohe             | + 4' 02"    |
| 9è | Thomas Pidcock      | Ineos Grenadiers           | + 4' 05"    |
| 10è | Kévin Vauquelin     | Arkéa-B&B Hotels           | + 4' 24"    |

### Etapa 7
San Benedetto del Tronto – San Benedetto del Tronto, 10 de març, 154 km
| \| Classificació de l'etapa \| Classificació de l'etapa \| Classificació de l'etapa \| Classificació de l'etapa \| Classificació de l'etapa \| \| Corredor \| Corredor \| Equip \| Temps \| \| \| ------------------------ \| ------------------------ \| ----------------------------- \| ------------------------ \| ------------------------ \| \| 1r \| Jonathan Milan \| Lidl-Trek \| 3h 15' 51" \| \| \| 2n \| Alexander Kristoff \| Uno-X Mobility \| + 0" \| \| \| 3r \| Davide Cimolai \| Movistar Team \| + 0" \| \| \| 4t \| Jasper Philipsen \| Alpecin-Deceuninck \| + 0" \| \| \| 5è \| Stanisław Aniołkowski \| Cofidis \| + 0" \| \| \| 6è \| Amaury Capiot \| Arkéa-B&B Hotels \| + 0" \| \| \| 7è \| Andrea Vendrame \| Decathlon-AG2R La Mondiale \| + 0" \| \| \| 8è \| Giovanni Lonardi \| Team Polti Kometa \| + 0" \| \| \| 9è \| Clément Venturini \| Arkéa-B&B Hotels \| + 0" \| \| \| 10è \| Enrico Zanoncello \| VF Group-Bardiani CSF-Faizanè \| + 0" \| \| |                       |                               |            |
| |                       |                               |            |
| Font: ProCyclingStats |                       |                               |            |
| Classificació de l'etapa |                       |                               |            |
| Corredor | Corredor              | Equip                         | Temps      |
| 1r | Jonathan Milan        | Lidl-Trek                     | 3h 15' 51" |
| 2n | Alexander Kristoff    | Uno-X Mobility                | + 0"       |
| 3r | Davide Cimolai        | Movistar Team                 | + 0"       |
| 4t | Jasper Philipsen      | Alpecin-Deceuninck            | + 0"       |
| 5è | Stanisław Aniołkowski | Cofidis                       | + 0"       |
| 6è | Amaury Capiot         | Arkéa-B&B Hotels              | + 0"       |
| 7è | Andrea Vendrame       | Decathlon-AG2R La Mondiale    | + 0"       |
| 8è | Giovanni Lonardi      | Team Polti Kometa             | + 0"       |
| 9è | Clément Venturini     | Arkéa-B&B Hotels              | + 0"       |
| 10è | Enrico Zanoncello     | VF Group-Bardiani CSF-Faizanè | + 0"       |

## Classificacions finals

### Classificació general
| \| Classificació general \| Classificació general \| Classificació general \| Classificació general \| Classificació general \| \| Corredor \| Corredor \| Equip \| Temps \| \| \| --------------------- \| --------------------- \| -------------------------- \| --------------------- \| --------------------- \| \| 1r \| Jonas Vingegaard \| Team Visma \\| Lease a Bike \| 26h 22' 23" \| \| \| 2n \| Juan Ayuso Pesquera \| UAE Team Emirates \| + 1' 24" \| \| \| 3r \| Jai Hindley \| Bora-Hansgrohe \| + 1' 52" \| \| \| 4t \| Isaac del Toro \| UAE Team Emirates \| + 2' 20" \| \| \| 5è \| Ben O'Connor \| Decathlon-AG2R La Mondiale \| + 2' 24" \| \| \| 6è \| Thymen Arensman \| Ineos Grenadiers \| + 2' 25" \| \| \| 7è \| Cian Uijtdebroeks \| Team Visma \\| Lease a Bike \| + 3' 10" \| \| \| 8è \| Lennard Kämna \| Bora-Hansgrohe \| + 4' 02" \| \| \| 9è \| Thomas Pidcock \| Ineos Grenadiers \| + 4' 05" \| \| \| 10è \| Kévin Vauquelin \| Arkéa-B&B Hotels \| + 4' 24" \| \| |                     |                            |             |
| |                     |                            |             |
| Font: ProCyclingStats |                     |                            |             |
| Classificació general |                     |                            |             |
| Corredor | Corredor            | Equip                      | Temps       |
| 1r | Jonas Vingegaard    | Team Visma \| Lease a Bike | 26h 22' 23" |
| 2n | Juan Ayuso Pesquera | UAE Team Emirates          | + 1' 24"    |
| 3r | Jai Hindley         | Bora-Hansgrohe             | + 1' 52"    |
| 4t | Isaac del Toro      | UAE Team Emirates          | + 2' 20"    |
| 5è | Ben O'Connor        | Decathlon-AG2R La Mondiale | + 2' 24"    |
| 6è | Thymen Arensman     | Ineos Grenadiers           | + 2' 25"    |
| 7è | Cian Uijtdebroeks   | Team Visma \| Lease a Bike | + 3' 10"    |
| 8è | Lennard Kämna       | Bora-Hansgrohe             | + 4' 02"    |
| 9è | Thomas Pidcock      | Ineos Grenadiers           | + 4' 05"    |
| 10è | Kévin Vauquelin     | Arkéa-B&B Hotels           | + 4' 24"    |

| Classificació per punts | Classificació per punts | Classificació per punts    | Classificació per punts | Classificació per punts |
| Corredor                | Corredor                | Equip                      | Punts                   |                         |
| ----------------------- | ----------------------- | -------------------------- | ----------------------- | ----------------------- |
| 1r                      | Jonathan Milan          | Lidl-Trek                  | 44 pts                  |                         |
| 2n                      | Juan Ayuso Pesquera     | UAE Team Emirates          | 33 pts                  |                         |
| 3r                      | Jasper Philipsen        | Alpecin-Deceuninck         | 29 pts                  |                         |
| 4t                      | Jonas Vingegaard        | Team Visma \| Lease a Bike | 26 pts                  |                         |
| 5è                      | Jai Hindley             | Bora-Hansgrohe             | 16 pts                  |                         |
| 6è                      | Filippo Ganna           | Ineos Grenadiers           | 15 pts                  |                         |
| 7è                      | Kévin Vauquelin         | Arkéa-B&B Hotels           | 13 pts                  |                         |
| 8è                      | Ben O'Connor            | Decathlon-AG2R La Mondiale | 12 pts                  |                         |
| 9è                      | Amaury Capiot           | Arkéa-B&B Hotels           | 12 pts                  |                         |
| 10è                     | Isaac del Toro          | UAE Team Emirates          | 11 pts                  |                         |

| Classificació per punts | Classificació per punts | Classificació per punts    | Classificació per punts | Classificació per punts |
| Corredor                | Corredor                | Equip                      | Punts                   |                         |
| ----------------------- | ----------------------- | -------------------------- | ----------------------- | ----------------------- |
| 1r                      | Jonathan Milan          | Lidl-Trek                  | 44 pts                  |                         |
| 2n                      | Juan Ayuso Pesquera     | UAE Team Emirates          | 33 pts                  |                         |
| 3r                      | Jasper Philipsen        | Alpecin-Deceuninck         | 29 pts                  |                         |
| 4t                      | Jonas Vingegaard        | Team Visma \| Lease a Bike | 26 pts                  |                         |
| 5è                      | Jai Hindley             | Bora-Hansgrohe             | 16 pts                  |                         |
| 6è                      | Filippo Ganna           | Ineos Grenadiers           | 15 pts                  |                         |
| 7è                      | Kévin Vauquelin         | Arkéa-B&B Hotels           | 13 pts                  |                         |
| 8è                      | Ben O'Connor            | Decathlon-AG2R La Mondiale | 12 pts                  |                         |
| 9è                      | Amaury Capiot           | Arkéa-B&B Hotels           | 12 pts                  |                         |
| 10è                     | Isaac del Toro          | UAE Team Emirates          | 11 pts                  |                         |

| Classificació de la muntanya | Classificació de la muntanya | Classificació de la muntanya | Classificació de la muntanya | Classificació de la muntanya |
| Corredor                     | Corredor                     | Equip                        | Punts                        |                              |
| ---------------------------- | ---------------------------- | ---------------------------- | ---------------------------- | ---------------------------- |
| 1r                           | Jonas Vingegaard             | Team Visma \| Lease a Bike   | 30 pts                       |                              |
| 2n                           | Juan Ayuso Pesquera          | UAE Team Emirates            | 17 pts                       |                              |
| 3r                           | Isaac del Toro               | UAE Team Emirates            | 15 pts                       |                              |
| 4t                           | Ben Healy                    | EF Education-EasyPost        | 9 pts                        |                              |
| 5è                           | Jai Hindley                  | Bora-Hansgrohe               | 9 pts                        |                              |
| 6è                           | Andreas Leknessund           | Uno-X Mobility               | 7 pts                        |                              |
| 7è                           | Davide Bais                  | Team Polti Kometa            | 7 pts                        |                              |
| 8è                           | Lorenzo Quartucci            | Team Corratec-Vini Fantini   | 6 pts                        |                              |
| 9è                           | Antonio Tiberi               | Bahrain Victorious           | 5 pts                        |                              |
| 10è                          | Alexander Kamp               | Tudor Pro Cycling Team       | 5 pts                        |                              |

| Classificació de la muntanya | Classificació de la muntanya | Classificació de la muntanya | Classificació de la muntanya | Classificació de la muntanya |
| Corredor                     | Corredor                     | Equip                        | Punts                        |                              |
| ---------------------------- | ---------------------------- | ---------------------------- | ---------------------------- | ---------------------------- |
| 1r                           | Jonas Vingegaard             | Team Visma \| Lease a Bike   | 30 pts                       |                              |
| 2n                           | Juan Ayuso Pesquera          | UAE Team Emirates            | 17 pts                       |                              |
| 3r                           | Isaac del Toro               | UAE Team Emirates            | 15 pts                       |                              |
| 4t                           | Ben Healy                    | EF Education-EasyPost        | 9 pts                        |                              |
| 5è                           | Jai Hindley                  | Bora-Hansgrohe               | 9 pts                        |                              |
| 6è                           | Andreas Leknessund           | Uno-X Mobility               | 7 pts                        |                              |
| 7è                           | Davide Bais                  | Team Polti Kometa            | 7 pts                        |                              |
| 8è                           | Lorenzo Quartucci            | Team Corratec-Vini Fantini   | 6 pts                        |                              |
| 9è                           | Antonio Tiberi               | Bahrain Victorious           | 5 pts                        |                              |
| 10è                          | Alexander Kamp               | Tudor Pro Cycling Team       | 5 pts                        |                              |

| Classificació del millor jove | Classificació del millor jove | Classificació del millor jove | Classificació del millor jove | Classificació del millor jove |
| Corredor                      | Corredor                      | Equip                         | Temps                         |                               |
| ----------------------------- | ----------------------------- | ----------------------------- | ----------------------------- | ----------------------------- |
| 1r                            | Juan Ayuso Pesquera           | UAE Team Emirates             | 26h 23' 47"                   |                               |
| 2n                            | Isaac del Toro                | UAE Team Emirates             | + 56"                         |                               |
| 3r                            | Thymen Arensman               | Ineos Grenadiers              | + 1' 01"                      |                               |
| 4t                            | Cian Uijtdebroeks             | Team Visma \| Lease a Bike    | + 1' 46"                      |                               |
| 5è                            | Thomas Pidcock                | Ineos Grenadiers              | + 2' 41"                      |                               |
| 6è                            | Kévin Vauquelin               | Arkéa-B&B Hotels              | + 3' 00"                      |                               |
| 7è                            | Romain Grégoire               | Groupama-FDJ                  | + 4' 01"                      |                               |
| 8è                            | Magnus Sheffield              | Ineos Grenadiers              | + 4' 18"                      |                               |
| 9è                            | Davide Piganzoli              | Team Polti Kometa             | + 4' 29"                      |                               |
| 10è                           | Filippo Zana                  | Team Jayco AlUla              | + 4' 36"                      |                               |

| Classificació del millor jove | Classificació del millor jove | Classificació del millor jove | Classificació del millor jove | Classificació del millor jove |
| Corredor                      | Corredor                      | Equip                         | Temps                         |                               |
| ----------------------------- | ----------------------------- | ----------------------------- | ----------------------------- | ----------------------------- |
| 1r                            | Juan Ayuso Pesquera           | UAE Team Emirates             | 26h 23' 47"                   |                               |
| 2n                            | Isaac del Toro                | UAE Team Emirates             | + 56"                         |                               |
| 3r                            | Thymen Arensman               | Ineos Grenadiers              | + 1' 01"                      |                               |
| 4t                            | Cian Uijtdebroeks             | Team Visma \| Lease a Bike    | + 1' 46"                      |                               |
| 5è                            | Thomas Pidcock                | Ineos Grenadiers              | + 2' 41"                      |                               |
| 6è                            | Kévin Vauquelin               | Arkéa-B&B Hotels              | + 3' 00"                      |                               |
| 7è                            | Romain Grégoire               | Groupama-FDJ                  | + 4' 01"                      |                               |
| 8è                            | Magnus Sheffield              | Ineos Grenadiers              | + 4' 18"                      |                               |
| 9è                            | Davide Piganzoli              | Team Polti Kometa             | + 4' 29"                      |                               |
| 10è                           | Filippo Zana                  | Team Jayco AlUla              | + 4' 36"                      |                               |

| Classificació per equips | Classificació per equips   | Classificació per equips | Classificació per equips |
| Equip                    | Equip                      | Temps                    |                          |
| ------------------------ | -------------------------- | ------------------------ | ------------------------ |
| 1r                       | UAE Team Emirates          | 79h 16' 40"              |                          |
| 2n                       | Ineos Grenadiers           | + 2' 09"                 |                          |
| 3r                       | Bora-Hansgrohe             | + 6' 33"                 |                          |
| 4t                       | Movistar Team              | + 7' 44"                 |                          |
| 5è                       | Astana Qazaqstan Team      | + 13' 09"                |                          |
| 6è                       | Team Visma \| Lease a Bike | + 18' 07"                |                          |
| 7è                       | Bahrain Victorious         | + 24' 31"                |                          |
| 8è                       | Arkéa-B&B Hotels           | + 28' 20"                |                          |
| 9è                       | Decathlon-AG2R La Mondiale | + 28' 20"                |                          |
| 10è                      | EF Education-EasyPost      | + 28' 56"                |                          |

| Classificació per equips | Classificació per equips   | Classificació per equips | Classificació per equips |
| Equip                    | Equip                      | Temps                    |                          |
| ------------------------ | -------------------------- | ------------------------ | ------------------------ |
| 1r                       | UAE Team Emirates          | 79h 16' 40"              |                          |
| 2n                       | Ineos Grenadiers           | + 2' 09"                 |                          |
| 3r                       | Bora-Hansgrohe             | + 6' 33"                 |                          |
| 4t                       | Movistar Team              | + 7' 44"                 |                          |
| 5è                       | Astana Qazaqstan Team      | + 13' 09"                |                          |
| 6è                       | Team Visma \| Lease a Bike | + 18' 07"                |                          |
| 7è                       | Bahrain Victorious         | + 24' 31"                |                          |
| 8è                       | Arkéa-B&B Hotels           | + 28' 20"                |                          |
| 9è                       | Decathlon-AG2R La Mondiale | + 28' 20"                |                          |
| 10è                      | EF Education-EasyPost      | + 28' 56"                |                          |

## Evolució de les classificacions
| Etapa                  | Vencedor               | Classificació general | Classificació per punts | Classificació de la muntanya | Classificació dels joves | Classificació per equips |
| ---------------------- | ---------------------- | --------------------- | ----------------------- | ---------------------------- | ------------------------ | ------------------------ |
| 1                      | Juan Ayuso             | Juan Ayuso            | Juan Ayuso              | no entregat                  | Juan Ayuso               | UAE Team Emirates        |
| 2                      | Jasper Philipsen       | Juan Ayuso            | Juan Ayuso              | Davide Bais                  | Juan Ayuso               | UAE Team Emirates        |
| 3                      | Phil Bauhaus           | Juan Ayuso            | Jonathan Milan          | Richard Carapaz              | Juan Ayuso               | UAE Team Emirates        |
| 4                      | Jonathan Milan         | Jonathan Milan        | Jonathan Milan          | Davide Bais                  | Jonathan Milan           | UAE Team Emirates        |
| 5                      | Jonas Vingegaard       | Jonas Vingegaard      | Jonathan Milan          | Jonas Vingegaard             | Juan Ayuso               | UAE Team Emirates        |
| 6                      | Jonas Vingegaard       | Jonas Vingegaard      | Juan Ayuso              | Jonas Vingegaard             | Juan Ayuso               | UAE Team Emirates        |
| 7                      | Jonathan Milan         | Jonas Vingegaard      | Jonathan Milan          | Jonas Vingegaard             | Juan Ayuso               | UAE Team Emirates        |
| Classificacions finals | Classificacions finals | Jonas Vingegaard      | Jonathan Milan          | Jonas Vingegaard             | Juan Ayuso               | UAE Team Emirates        |

## Llista de participants
| Team Jayco AlUla JAY                                | Team Jayco AlUla JAY          | Team Jayco AlUla JAY |
| --------------------------------------------------- | ----------------------------- | -------------------- |
| Núm                                                 | Ciclista                      | Pos                  |
| 1                                                   | Filippo Zana (ITA)            | 19è                  |
| 2                                                   | Lawson Craddock (USA)         | 22è                  |
| 3                                                   | Alessandro De Marchi (ITA)    | 87è                  |
| 4                                                   | Caleb Ewan (AUS)              | DNF-6                |
| 5                                                   | Christopher Juul-Jensen (DEN) | 70è                  |
| 6                                                   | Campbell Stewart (NZL)        | NP-6                 |
| 7                                                   | Max Walscheid (GER)           | NP-7                 |
| Director esportiu: David McPartland, Pieter Weening |                               |                      |

| Alpecin-Deceuninck ADC                                  | Alpecin-Deceuninck ADC      | Alpecin-Deceuninck ADC |
| ------------------------------------------------------- | --------------------------- | ---------------------- |
| Núm                                                     | Ciclista                    | Pos                    |
| 11                                                      | Jasper Philipsen (BEL)      | 81è                    |
| 12                                                      | Nicola Conci (ITA)          | 46è                    |
| 13                                                      | Michael Gogl (AUT)          | NP-3                   |
| 14                                                      | Jonas Rickaert (BEL)        | 107è                   |
| 15                                                      | Oscar Riesebeek (NED)       | 124è                   |
| 16                                                      | Fabio Van den Bossche (BEL) | 96è                    |
| 17                                                      | Gianni Vermeersch (BEL)     | 75è                    |
| Director esportiu: Christoph Roodhooft, Gianni Meersman |                             |                        |

| Arkéa-B&B Hotels ARK                             | Arkéa-B&B Hotels ARK            | Arkéa-B&B Hotels ARK |
| ------------------------------------------------ | ------------------------------- | -------------------- |
| Núm                                              | Ciclista                        | Pos                  |
| 21                                               | Vincenzo Albanese (ITA)         | DNF-6                |
| 22                                               | Amaury Capiot (BEL)             | 93è                  |
| 23                                               | Anthony Delaplace (FRA)         | NP-5                 |
| 24                                               | Simon Guglielmi (FRA)           | DNF-4                |
| 25                                               | Cristián Rodríguez Martín (ESP) | 17è                  |
| 26                                               | Kévin Vauquelin (FRA)           | 10è                  |
| 27                                               | Clément Venturini (FRA)         | 67è                  |
| Director esportiu: Yvon Ledanois, Mickael Leveau |                                 |                      |

| Astana Qazaqstan Team AST                         | Astana Qazaqstan Team AST      | Astana Qazaqstan Team AST |
| ------------------------------------------------- | ------------------------------ | ------------------------- |
| Núm                                               | Ciclista                       | Pos                       |
| 31                                                | Simone Velasco (ITA) (ruta)    | 28è                       |
| 32                                                | Cees Bol (NED)                 | 110è                      |
| 33                                                | Mark Cavendish (GBR)           | FC-5                      |
| 34                                                | Yevgeniy Fedorov (KAZ) (crono) | 53è                       |
| 35                                                | Lorenzo Fortunato (ITA)        | 14è                       |
| 36                                                | Gianmarco Garofoli (ITA)       | 33è                       |
| 37                                                | Michael Mørkøv (DEN)           | FC-5                      |
| Director esportiu: Mark Renshaw, Bruno Cenghialta |                                |                           |

| Bora-Hansgrohe BOH                                    | Bora-Hansgrohe BOH                   | Bora-Hansgrohe BOH |
| ----------------------------------------------------- | ------------------------------------ | ------------------ |
| Núm                                                   | Ciclista                             | Pos                |
| 41                                                    | Daniel Martínez Poveda (COL) (crono) | NP-7               |
| 42                                                    | Giovanni Aleotti (ITA)               | 36è                |
| 43                                                    | Patrick Gamper (AUT) (crono)         | 103è               |
| 44                                                    | Jai Hindley (AUS)                    | 3r                 |
| 45                                                    | Lennard Kämna (GER)                  | 8è                 |
| 46                                                    | Cesare Benedetti (POL)               | 119è               |
| 47                                                    | Filip Maciejuk (POL)                 | 95è                |
| Director esportiu: Enrico Gasparotto, Christian Pömer |                                      |                    |

| Cofidis COF                                           | Cofidis COF                   | Cofidis COF |
| ----------------------------------------------------- | ----------------------------- | ----------- |
| Núm                                                   | Ciclista                      | Pos         |
| 51                                                    | Guillaume Martin (FRA)        | 23è         |
| 52                                                    | Stanisław Aniołkowski (POL)   | 122è        |
| 53                                                    | Aimé De Gendt (BEL)           | NP-7        |
| 54                                                    | Rubén Fernández Andújar (ESP) | 86è         |
| 55                                                    | Simon Geschke (GER)           | 60è         |
| 56                                                    | Stefano Oldani (ITA)          | 80è         |
| 57                                                    | Axel Zingle (FRA)             | DNF-7       |
| Director esportiu: Yvonnick Bolgiani, Roberto Damiani |                               |             |

| Team Corratec-Vini Fantini COR                     | Team Corratec-Vini Fantini COR | Team Corratec-Vini Fantini COR |
| -------------------------------------------------- | ------------------------------ | ------------------------------ |
| Núm                                                | Ciclista                       | Pos                            |
| 61                                                 | Niccolò Bonifazio (ITA)        | 106è                           |
| 62                                                 | Mark Padun (UKR)               | NP-4                           |
| 63                                                 | Lorenzo Quartucci (ITA)        | 111è                           |
| 64                                                 | Kristian Sbaragli (ITA)        | NP-5                           |
| 65                                                 | Mark Stewart (GBR)             | DNF-3                          |
| 66                                                 | Jan Stöckli (SUI)              | DNF-7                          |
| 67                                                 | Kyrylo Tsarenko (UKR)          | 104è                           |
| Director esportiu: Francesco Frassi, Serge Parsani |                                |                                |

| Decathlon-AG2R La Mondiale DAT                                      | Decathlon-AG2R La Mondiale DAT | Decathlon-AG2R La Mondiale DAT |
| ------------------------------------------------------------------- | ------------------------------ | ------------------------------ |
| Núm                                                                 | Ciclista                       | Pos                            |
| 71                                                                  | Ben O'Connor (AUS)             | 5è                             |
| 72                                                                  | Nans Peters (FRA)              | 48è                            |
| 73                                                                  | Nicolas Prodhomme (FRA)        | 34è                            |
| 74                                                                  | Damien Touzé (FRA)             | 51è                            |
| 75                                                                  | Bastien Tronchon (FRA)         | 59è                            |
| 76                                                                  | Andrea Vendrame (ITA)          | 55è                            |
| 77                                                                  | Lawrence Warbasse (USA)        | 49è                            |
| Director esportiu: Cyril Dessel, Stéphane Goubert, Artūras Kasputis |                                |                                |

| EF Education-EasyPost EFE                        | EF Education-EasyPost EFE                | EF Education-EasyPost EFE |
| ------------------------------------------------ | ---------------------------------------- | ------------------------- |
| Núm                                              | Ciclista                                 | Pos                       |
| 81                                               | Richard Carapaz Montenegro (ECU) (crono) | DNF-7                     |
| 82                                               | Alberto Bettiol (ITA)                    | 40è                       |
| 83                                               | Georg Steinhauser (GER)                  | 115è                      |
| 84                                               | Ben Healy (IRL) (ruta)                   | 61è                       |
| 85                                               | Mikkel Frølich Honoré (DEN)              | NP-7                      |
| 86                                               | Neilson Powless (USA)                    | DNF-6                     |
| 87                                               | James Shaw (GBR)                         | 66è                       |
| Director esportiu: Matti Breschel, Ken Vanmarcke |                                          |                           |

| Groupama-FDJ GFC                              | Groupama-FDJ GFC              | Groupama-FDJ GFC |
| --------------------------------------------- | ----------------------------- | ---------------- |
| Núm                                           | Ciclista                      | Pos              |
| 91                                            | Fabian Lienhard (SUI)         | 101è             |
| 92                                            | Cyril Barthe (FRA)            | 64è              |
| 93                                            | Clément Davy (FRA)            | 97è              |
| 94                                            | Lorenzo Germani (ITA)         | DNF-5            |
| 95                                            | Romain Grégoire (FRA)         | 13è              |
| 96                                            | Olivier Le Gac (FRA)          | 74è              |
| 97                                            | Valentin Madouas (FRA) (ruta) | 30è              |
| Director esportiu: Yvon Caër, Jussi Veikkanen |                               |                  |

| Ineos Grenadiers IGD                                   | Ineos Grenadiers IGD             | Ineos Grenadiers IGD |
| ------------------------------------------------------ | -------------------------------- | -------------------- |
| Núm                                                    | Ciclista                         | Pos                  |
| 101                                                    | Filippo Ganna (ITA) (crono)      | 88è                  |
| 102                                                    | Thymen Arensman (NED)            | 6è                   |
| 103                                                    | Michał Kwiatkowski (POL) (crono) | 98è                  |
| 104                                                    | Thomas Pidcock (GBR)             | 9è                   |
| 105                                                    | Luke Rowe (GBR)                  | 114è                 |
| 106                                                    | Magnus Sheffield (USA)           | 16è                  |
| 107                                                    | Connor Swift (GBR)               | 73è                  |
| Director esportiu: Zakkari Dempster, Dario David Cioni |                                  |                      |

| Intermarché-Wanty IWA                                 | Intermarché-Wanty IWA | Intermarché-Wanty IWA |
| ----------------------------------------------------- | --------------------- | --------------------- |
| Núm                                                   | Ciclista              | Pos                   |
| 111                                                   | Biniam Girmay (ERI)   | NP-7                  |
| 112                                                   | Rune Herregodts (BEL) | NP-5                  |
| 113                                                   | Hugo Page (FRA)       | 77è                   |
| 114                                                   | Laurenz Rex (BEL)     | 92è                   |
| 115                                                   | Lorenzo Rota (ITA)    | 25è                   |
| 116                                                   | Dion Smith (NZL)      | NP-7                  |
| 117                                                   | Mike Teunissen (NED)  | 57è                   |
| Director esportiu: Laurenzo Lapage, Adriaan Helmantel |                       |                       |

| Israel-Premier Tech IPT                     | Israel-Premier Tech IPT  | Israel-Premier Tech IPT |
| ------------------------------------------- | ------------------------ | ----------------------- |
| Núm                                         | Ciclista                 | Pos                     |
| 121                                         | Christopher Froome (GBR) | NP-5                    |
| 122                                         | Simon Clarke (AUS)       | 68è                     |
| 123                                         | Krists Neilands (LAT)    | 21è                     |
| 124                                         | Mads Würtz Schmidt (DEN) | NP-4                    |
| 125                                         | Corbin Strong (NZL)      | 42è                     |
| 126                                         | Tom Van Asbroeck (BEL)   | 56è                     |
| 127                                         | Ethan Vernon (GBR)       | 83è                     |
| Director esportiu: Steve Bauer, Dror Pekatz |                          |                         |

| Lidl-Trek LTK                                      | Lidl-Trek LTK                        | Lidl-Trek LTK |
| -------------------------------------------------- | ------------------------------------ | ------------- |
| Núm                                                | Ciclista                             | Pos           |
| 131                                                | Tao Geoghegan Hart (GBR)             | 29è           |
| 132                                                | Andrea Bagioli (ITA)                 | 32è           |
| 133                                                | Simone Consonni (ITA)                | 102è          |
| 134                                                | Amanuel Gebrezgabihier (ERI) (crono) | 71è           |
| 135                                                | Jonathan Milan (ITA)                 | 94è           |
| 136                                                | Toms Skujiņš (LAT)                   | 45è           |
| 137                                                | Edward Theuns (BEL)                  | DNF-7         |
| Director esportiu: Steven de Jongh, Maxime Monfort |                                      |               |

| Movistar Team MOV                                     | Movistar Team MOV             | Movistar Team MOV |
| ----------------------------------------------------- | ----------------------------- | ----------------- |
| Núm                                                   | Ciclista                      | Pos               |
| 141                                                   | Enric Mas Nicolau (ESP)       | 12è               |
| 142                                                   | Davide Cimolai (ITA)          | 123è              |
| 143                                                   | Davide Formolo (ITA)          | 26è               |
| 144                                                   | Iván García Cortina (ESP)     | 58è               |
| 145                                                   | Lorenzo Milesi (ITA)          | 65è               |
| 146                                                   | Nélson Oliveira (POR)         | 39è               |
| 147                                                   | Iván Ramiro Sosa Cuervo (COL) | 20è               |
| Director esportiu: Maximilian Sciandri, Xabier Muriel |                               |                   |

| Q36.5 Pro Cycling Team Q36                           | Q36.5 Pro Cycling Team Q36       | Q36.5 Pro Cycling Team Q36 |
| ---------------------------------------------------- | -------------------------------- | -------------------------- |
| Núm                                                  | Ciclista                         | Pos                        |
| 151                                                  | Filippo Conca (ITA)              | NP-2                       |
| 152                                                  | David de la Cruz Melgarejo (ESP) | DNF-5                      |
| 153                                                  | Mark Donovan (GBR)               | DNF-6                      |
| 154                                                  | Damien Howson (AUS)              | NP-6                       |
| 155                                                  | Tobias Ludvigsson (SWE)          | DNF-6                      |
| 156                                                  | Nicolò Parisini (ITA)            | 89è                        |
| 157                                                  | Jannik Steimle (GER)             | 113è                       |
| Director esportiu: Gabriele Missaglia, Piotr Wadecki |                                  |                            |

| Soudal Quick-Step SOQ                             | Soudal Quick-Step SOQ        | Soudal Quick-Step SOQ |
| ------------------------------------------------- | ---------------------------- | --------------------- |
| Núm                                               | Ciclista                     | Pos                   |
| 161                                               | Julian Alaphilippe (FRA)     | 62è                   |
| 162                                               | Kasper Asgreen (DEN) (crono) | 52è                   |
| 163                                               | Josef Černý (CZE)            | DNF-7                 |
| 164                                               | Fausto Masnada (ITA)         | DNF-6                 |
| 165                                               | Tim Merlier (BEL)            | DNF-7                 |
| 166                                               | Bert Van Lerberghe (BEL)     | DNF-7                 |
| 167                                               | Jordi Warlop (BEL)           | DNF-6                 |
| Director esportiu: Davide Bramati, Dries Devenyns |                              |                       |

| Team dsm-firmenich PostNL DFP                    | Team dsm-firmenich PostNL DFP | Team dsm-firmenich PostNL DFP |
| ------------------------------------------------ | ----------------------------- | ----------------------------- |
| Núm                                              | Ciclista                      | Pos                           |
| 171                                              | Romain Bardet (FRA)           | NP-6                          |
| 172                                              | John Degenkolb (GER)          | 112è                          |
| 173                                              | Chris Hamilton (AUS)          | 85è                           |
| 174                                              | Max Poole (GBR)               | DNF-6                         |
| 175                                              | Casper van Uden (NED)         | 100è                          |
| 176                                              | Kevin Vermaerke (USA)         | 24è                           |
| 177                                              | Bram Welten (NED)             | DNF-4                         |
| Director esportiu: Matthew Winston, Luke Roberts |                               |                               |

| Team Polti Kometa PTK                                        | Team Polti Kometa PTK            | Team Polti Kometa PTK |
| ------------------------------------------------------------ | -------------------------------- | --------------------- |
| Núm                                                          | Ciclista                         | Pos                   |
| 181                                                          | Davide Piganzoli (ITA)           | 18è                   |
| 182                                                          | Davide Bais (ITA)                | 82è                   |
| 183                                                          | Mattia Bais (ITA)                | 108è                  |
| 184                                                          | Matteo Fabbro (ITA)              | NP-6                  |
| 185                                                          | Giovanni Lonardi (ITA)           | 91è                   |
| 186                                                          | Mirco Maestri (ITA)              | 63è                   |
| 187                                                          | Jhonatan Restrepo Valencia (COL) | DNF-7                 |
| Director esportiu: Stefano Zanatta, Jesús Hernández Blázquez |                                  |                       |

| Team Visma \| Lease a Bike TVL                                          | Team Visma \| Lease a Bike TVL     | Team Visma \| Lease a Bike TVL |
| ----------------------------------------------------------------------- | ---------------------------------- | ------------------------------ |
| Núm                                                                     | Ciclista                           | Pos                            |
| 191                                                                     | Jonas Vingegaard (DEN)             | 1r                             |
| 192                                                                     | Robert Gesink (NED)                | NP-3                           |
| 193                                                                     | Steven Kruijswijk (NED)            | 69è                            |
| 194                                                                     | Ben Tulett (GBR)                   | 54è                            |
| 195                                                                     | Cian Uijtdebroeks (BEL)            | 7è                             |
| 196                                                                     | Attila Valter (HUN) (ruta i crono) | 47è                            |
| 197                                                                     | Dylan van Baarle (NED) (ruta)      | 121è                           |
| Director esportiu: Arthur Van Dongen, Grischa Niermann, Maarten Wynants |                                    |                                |

| Tudor Pro Cycling Team TUD                       | Tudor Pro Cycling Team TUD | Tudor Pro Cycling Team TUD |
| ------------------------------------------------ | -------------------------- | -------------------------- |
| Núm                                              | Ciclista                   | Pos                        |
| 201                                              | Marco Brenner (GER)        | 72è                        |
| 202                                              | Robin Froidevaux (SUI)     | 105è                       |
| 203                                              | Alexander Kamp (DEN)       | 118è                       |
| 204                                              | Petr Kelemen (CZE)         | DNF-5                      |
| 205                                              | Alexander Krieger (GER)    | 116è                       |
| 206                                              | Marius Mayrhofer (GER)     | DNF-6                      |
| 207                                              | Florian Stork (GER)        | 44è                        |
| Director esportiu: Matteo Tosatto, Claudio Cozzi |                            |                            |

| UAE Team Emirates UAD                                          | UAE Team Emirates UAD     | UAE Team Emirates UAD |
| -------------------------------------------------------------- | ------------------------- | --------------------- |
| Núm                                                            | Ciclista                  | Pos                   |
| 211                                                            | Juan Ayuso Pesquera (ESP) | 2n                    |
| 212                                                            | Mikkel Bjerg (DEN)        | 15è                   |
| 213                                                            | Alessandro Covi (ITA)     | 78è                   |
| 214                                                            | Isaac del Toro (MEX)      | 4t                    |
| 215                                                            | Marc Hirschi (SUI) (ruta) | 79è                   |
| 216                                                            | Rafał Majka (POL)         | 37è                   |
| 217                                                            | Michael Vink (NZL)        | 109è                  |
| Director esportiu: Fabio Baldato, Fabrizio Guidi, Manuele Mori |                           |                       |

| Uno-X Mobility UXM                                       | Uno-X Mobility UXM              | Uno-X Mobility UXM |
| -------------------------------------------------------- | ------------------------------- | ------------------ |
| Núm                                                      | Ciclista                        | Pos                |
| 221                                                      | Alexander Kristoff (NOR)        | 99è                |
| 222                                                      | Jonas Abrahamsen (NOR)          | 50è                |
| 223                                                      | Odd Christian Eiking (NOR)      | 35è                |
| 224                                                      | Markus Hoelgaard (NOR)          | 76è                |
| 225                                                      | Andreas Leknessund (NOR)        | 38è                |
| 226                                                      | Magnus Cort Nielsen (DEN)       | DNF-6              |
| 227                                                      | Søren Wærenskjold (NOR) (crono) | 120è               |
| Director esportiu: Christian Andersen, Kurt Asle Arvesen |                                 |                    |

| VF Group-Bardiani CSF-Faizanè VBF                       | VF Group-Bardiani CSF-Faizanè VBF | VF Group-Bardiani CSF-Faizanè VBF |
| ------------------------------------------------------- | --------------------------------- | --------------------------------- |
| Núm                                                     | Ciclista                          | Pos                               |
| 231                                                     | Domenico Pozzovivo (ITA)          | 31è                               |
| 232                                                     | Filippo Fiorelli (ITA)            | NP-6                              |
| 233                                                     | Filippo Magli (ITA)               | DNF-7                             |
| 234                                                     | Alex Tolio (ITA)                  | 90è                               |
| 235                                                     | Alessandro Tonelli (ITA)          | 43è                               |
| 236                                                     | Enrico Zanoncello (ITA)           | 117è                              |
| 237                                                     | Samuele Zoccarato (ITA)           | 125è                              |
| Director esportiu: Roberto Reverberi, Alessandro Donati |                                   |                                   |

| Bahrain Victorious TBV                              | Bahrain Victorious TBV | Bahrain Victorious TBV |
| --------------------------------------------------- | ---------------------- | ---------------------- |
| Núm                                                 | Ciclista               | Pos                    |
| 241                                                 | Antonio Tiberi (ITA)   | 27è                    |
| 242                                                 | Yukiya Arashiro (JPN)  | DNF-7                  |
| 243                                                 | Nikias Arndt (GER)     | 84è                    |
| 244                                                 | Phil Bauhaus (GER)     | DNF-7                  |
| 245                                                 | Damiano Caruso (ITA)   | 41è                    |
| 246                                                 | Andrea Pasqualon (ITA) | DNF-7                  |
| 247                                                 | Wout Poels (NED)       | 11è                    |
| Director esportiu: Gorazd Štangelj, Roman Kreuziger |                        |                        |

| Team Jayco AlUla JAY                                | Team Jayco AlUla JAY          | Team Jayco AlUla JAY |
| --------------------------------------------------- | ----------------------------- | -------------------- |
| Núm                                                 | Ciclista                      | Pos                  |
| 1                                                   | Filippo Zana (ITA)            | 19è                  |
| 2                                                   | Lawson Craddock (USA)         | 22è                  |
| 3                                                   | Alessandro De Marchi (ITA)    | 87è                  |
| 4                                                   | Caleb Ewan (AUS)              | DNF-6                |
| 5                                                   | Christopher Juul-Jensen (DEN) | 70è                  |
| 6                                                   | Campbell Stewart (NZL)        | NP-6                 |
| 7                                                   | Max Walscheid (GER)           | NP-7                 |
| Director esportiu: David McPartland, Pieter Weening |                               |                      |

| Alpecin-Deceuninck ADC                                  | Alpecin-Deceuninck ADC      | Alpecin-Deceuninck ADC |
| ------------------------------------------------------- | --------------------------- | ---------------------- |
| Núm                                                     | Ciclista                    | Pos                    |
| 11                                                      | Jasper Philipsen (BEL)      | 81è                    |
| 12                                                      | Nicola Conci (ITA)          | 46è                    |
| 13                                                      | Michael Gogl (AUT)          | NP-3                   |
| 14                                                      | Jonas Rickaert (BEL)        | 107è                   |
| 15                                                      | Oscar Riesebeek (NED)       | 124è                   |
| 16                                                      | Fabio Van den Bossche (BEL) | 96è                    |
| 17                                                      | Gianni Vermeersch (BEL)     | 75è                    |
| Director esportiu: Christoph Roodhooft, Gianni Meersman |                             |                        |

| Arkéa-B&B Hotels ARK                             | Arkéa-B&B Hotels ARK            | Arkéa-B&B Hotels ARK |
| ------------------------------------------------ | ------------------------------- | -------------------- |
| Núm                                              | Ciclista                        | Pos                  |
| 21                                               | Vincenzo Albanese (ITA)         | DNF-6                |
| 22                                               | Amaury Capiot (BEL)             | 93è                  |
| 23                                               | Anthony Delaplace (FRA)         | NP-5                 |
| 24                                               | Simon Guglielmi (FRA)           | DNF-4                |
| 25                                               | Cristián Rodríguez Martín (ESP) | 17è                  |
| 26                                               | Kévin Vauquelin (FRA)           | 10è                  |
| 27                                               | Clément Venturini (FRA)         | 67è                  |
| Director esportiu: Yvon Ledanois, Mickael Leveau |                                 |                      |

| Astana Qazaqstan Team AST                         | Astana Qazaqstan Team AST      | Astana Qazaqstan Team AST |
| ------------------------------------------------- | ------------------------------ | ------------------------- |
| Núm                                               | Ciclista                       | Pos                       |
| 31                                                | Simone Velasco (ITA) (ruta)    | 28è                       |
| 32                                                | Cees Bol (NED)                 | 110è                      |
| 33                                                | Mark Cavendish (GBR)           | FC-5                      |
| 34                                                | Yevgeniy Fedorov (KAZ) (crono) | 53è                       |
| 35                                                | Lorenzo Fortunato (ITA)        | 14è                       |
| 36                                                | Gianmarco Garofoli (ITA)       | 33è                       |
| 37                                                | Michael Mørkøv (DEN)           | FC-5                      |
| Director esportiu: Mark Renshaw, Bruno Cenghialta |                                |                           |

| Bora-Hansgrohe BOH                                    | Bora-Hansgrohe BOH                   | Bora-Hansgrohe BOH |
| ----------------------------------------------------- | ------------------------------------ | ------------------ |
| Núm                                                   | Ciclista                             | Pos                |
| 41                                                    | Daniel Martínez Poveda (COL) (crono) | NP-7               |
| 42                                                    | Giovanni Aleotti (ITA)               | 36è                |
| 43                                                    | Patrick Gamper (AUT) (crono)         | 103è               |
| 44                                                    | Jai Hindley (AUS)                    | 3r                 |
| 45                                                    | Lennard Kämna (GER)                  | 8è                 |
| 46                                                    | Cesare Benedetti (POL)               | 119è               |
| 47                                                    | Filip Maciejuk (POL)                 | 95è                |
| Director esportiu: Enrico Gasparotto, Christian Pömer |                                      |                    |

| Cofidis COF                                           | Cofidis COF                   | Cofidis COF |
| ----------------------------------------------------- | ----------------------------- | ----------- |
| Núm                                                   | Ciclista                      | Pos         |
| 51                                                    | Guillaume Martin (FRA)        | 23è         |
| 52                                                    | Stanisław Aniołkowski (POL)   | 122è        |
| 53                                                    | Aimé De Gendt (BEL)           | NP-7        |
| 54                                                    | Rubén Fernández Andújar (ESP) | 86è         |
| 55                                                    | Simon Geschke (GER)           | 60è         |
| 56                                                    | Stefano Oldani (ITA)          | 80è         |
| 57                                                    | Axel Zingle (FRA)             | DNF-7       |
| Director esportiu: Yvonnick Bolgiani, Roberto Damiani |                               |             |

| Team Corratec-Vini Fantini COR                     | Team Corratec-Vini Fantini COR | Team Corratec-Vini Fantini COR |
| -------------------------------------------------- | ------------------------------ | ------------------------------ |
| Núm                                                | Ciclista                       | Pos                            |
| 61                                                 | Niccolò Bonifazio (ITA)        | 106è                           |
| 62                                                 | Mark Padun (UKR)               | NP-4                           |
| 63                                                 | Lorenzo Quartucci (ITA)        | 111è                           |
| 64                                                 | Kristian Sbaragli (ITA)        | NP-5                           |
| 65                                                 | Mark Stewart (GBR)             | DNF-3                          |
| 66                                                 | Jan Stöckli (SUI)              | DNF-7                          |
| 67                                                 | Kyrylo Tsarenko (UKR)          | 104è                           |
| Director esportiu: Francesco Frassi, Serge Parsani |                                |                                |

| Decathlon-AG2R La Mondiale DAT                                      | Decathlon-AG2R La Mondiale DAT | Decathlon-AG2R La Mondiale DAT |
| ------------------------------------------------------------------- | ------------------------------ | ------------------------------ |
| Núm                                                                 | Ciclista                       | Pos                            |
| 71                                                                  | Ben O'Connor (AUS)             | 5è                             |
| 72                                                                  | Nans Peters (FRA)              | 48è                            |
| 73                                                                  | Nicolas Prodhomme (FRA)        | 34è                            |
| 74                                                                  | Damien Touzé (FRA)             | 51è                            |
| 75                                                                  | Bastien Tronchon (FRA)         | 59è                            |
| 76                                                                  | Andrea Vendrame (ITA)          | 55è                            |
| 77                                                                  | Lawrence Warbasse (USA)        | 49è                            |
| Director esportiu: Cyril Dessel, Stéphane Goubert, Artūras Kasputis |                                |                                |

| EF Education-EasyPost EFE                        | EF Education-EasyPost EFE                | EF Education-EasyPost EFE |
| ------------------------------------------------ | ---------------------------------------- | ------------------------- |
| Núm                                              | Ciclista                                 | Pos                       |
| 81                                               | Richard Carapaz Montenegro (ECU) (crono) | DNF-7                     |
| 82                                               | Alberto Bettiol (ITA)                    | 40è                       |
| 83                                               | Georg Steinhauser (GER)                  | 115è                      |
| 84                                               | Ben Healy (IRL) (ruta)                   | 61è                       |
| 85                                               | Mikkel Frølich Honoré (DEN)              | NP-7                      |
| 86                                               | Neilson Powless (USA)                    | DNF-6                     |
| 87                                               | James Shaw (GBR)                         | 66è                       |
| Director esportiu: Matti Breschel, Ken Vanmarcke |                                          |                           |

| Groupama-FDJ GFC                              | Groupama-FDJ GFC              | Groupama-FDJ GFC |
| --------------------------------------------- | ----------------------------- | ---------------- |
| Núm                                           | Ciclista                      | Pos              |
| 91                                            | Fabian Lienhard (SUI)         | 101è             |
| 92                                            | Cyril Barthe (FRA)            | 64è              |
| 93                                            | Clément Davy (FRA)            | 97è              |
| 94                                            | Lorenzo Germani (ITA)         | DNF-5            |
| 95                                            | Romain Grégoire (FRA)         | 13è              |
| 96                                            | Olivier Le Gac (FRA)          | 74è              |
| 97                                            | Valentin Madouas (FRA) (ruta) | 30è              |
| Director esportiu: Yvon Caër, Jussi Veikkanen |                               |                  |

| Ineos Grenadiers IGD                                   | Ineos Grenadiers IGD             | Ineos Grenadiers IGD |
| ------------------------------------------------------ | -------------------------------- | -------------------- |
| Núm                                                    | Ciclista                         | Pos                  |
| 101                                                    | Filippo Ganna (ITA) (crono)      | 88è                  |
| 102                                                    | Thymen Arensman (NED)            | 6è                   |
| 103                                                    | Michał Kwiatkowski (POL) (crono) | 98è                  |
| 104                                                    | Thomas Pidcock (GBR)             | 9è                   |
| 105                                                    | Luke Rowe (GBR)                  | 114è                 |
| 106                                                    | Magnus Sheffield (USA)           | 16è                  |
| 107                                                    | Connor Swift (GBR)               | 73è                  |
| Director esportiu: Zakkari Dempster, Dario David Cioni |                                  |                      |

| Intermarché-Wanty IWA                                 | Intermarché-Wanty IWA | Intermarché-Wanty IWA |
| ----------------------------------------------------- | --------------------- | --------------------- |
| Núm                                                   | Ciclista              | Pos                   |
| 111                                                   | Biniam Girmay (ERI)   | NP-7                  |
| 112                                                   | Rune Herregodts (BEL) | NP-5                  |
| 113                                                   | Hugo Page (FRA)       | 77è                   |
| 114                                                   | Laurenz Rex (BEL)     | 92è                   |
| 115                                                   | Lorenzo Rota (ITA)    | 25è                   |
| 116                                                   | Dion Smith (NZL)      | NP-7                  |
| 117                                                   | Mike Teunissen (NED)  | 57è                   |
| Director esportiu: Laurenzo Lapage, Adriaan Helmantel |                       |                       |

| Israel-Premier Tech IPT                     | Israel-Premier Tech IPT  | Israel-Premier Tech IPT |
| ------------------------------------------- | ------------------------ | ----------------------- |
| Núm                                         | Ciclista                 | Pos                     |
| 121                                         | Christopher Froome (GBR) | NP-5                    |
| 122                                         | Simon Clarke (AUS)       | 68è                     |
| 123                                         | Krists Neilands (LAT)    | 21è                     |
| 124                                         | Mads Würtz Schmidt (DEN) | NP-4                    |
| 125                                         | Corbin Strong (NZL)      | 42è                     |
| 126                                         | Tom Van Asbroeck (BEL)   | 56è                     |
| 127                                         | Ethan Vernon (GBR)       | 83è                     |
| Director esportiu: Steve Bauer, Dror Pekatz |                          |                         |

| Lidl-Trek LTK                                      | Lidl-Trek LTK                        | Lidl-Trek LTK |
| -------------------------------------------------- | ------------------------------------ | ------------- |
| Núm                                                | Ciclista                             | Pos           |
| 131                                                | Tao Geoghegan Hart (GBR)             | 29è           |
| 132                                                | Andrea Bagioli (ITA)                 | 32è           |
| 133                                                | Simone Consonni (ITA)                | 102è          |
| 134                                                | Amanuel Gebrezgabihier (ERI) (crono) | 71è           |
| 135                                                | Jonathan Milan (ITA)                 | 94è           |
| 136                                                | Toms Skujiņš (LAT)                   | 45è           |
| 137                                                | Edward Theuns (BEL)                  | DNF-7         |
| Director esportiu: Steven de Jongh, Maxime Monfort |                                      |               |

| Movistar Team MOV                                     | Movistar Team MOV             | Movistar Team MOV |
| ----------------------------------------------------- | ----------------------------- | ----------------- |
| Núm                                                   | Ciclista                      | Pos               |
| 141                                                   | Enric Mas Nicolau (ESP)       | 12è               |
| 142                                                   | Davide Cimolai (ITA)          | 123è              |
| 143                                                   | Davide Formolo (ITA)          | 26è               |
| 144                                                   | Iván García Cortina (ESP)     | 58è               |
| 145                                                   | Lorenzo Milesi (ITA)          | 65è               |
| 146                                                   | Nélson Oliveira (POR)         | 39è               |
| 147                                                   | Iván Ramiro Sosa Cuervo (COL) | 20è               |
| Director esportiu: Maximilian Sciandri, Xabier Muriel |                               |                   |

| Q36.5 Pro Cycling Team Q36                           | Q36.5 Pro Cycling Team Q36       | Q36.5 Pro Cycling Team Q36 |
| ---------------------------------------------------- | -------------------------------- | -------------------------- |
| Núm                                                  | Ciclista                         | Pos                        |
| 151                                                  | Filippo Conca (ITA)              | NP-2                       |
| 152                                                  | David de la Cruz Melgarejo (ESP) | DNF-5                      |
| 153                                                  | Mark Donovan (GBR)               | DNF-6                      |
| 154                                                  | Damien Howson (AUS)              | NP-6                       |
| 155                                                  | Tobias Ludvigsson (SWE)          | DNF-6                      |
| 156                                                  | Nicolò Parisini (ITA)            | 89è                        |
| 157                                                  | Jannik Steimle (GER)             | 113è                       |
| Director esportiu: Gabriele Missaglia, Piotr Wadecki |                                  |                            |

| Soudal Quick-Step SOQ                             | Soudal Quick-Step SOQ        | Soudal Quick-Step SOQ |
| ------------------------------------------------- | ---------------------------- | --------------------- |
| Núm                                               | Ciclista                     | Pos                   |
| 161                                               | Julian Alaphilippe (FRA)     | 62è                   |
| 162                                               | Kasper Asgreen (DEN) (crono) | 52è                   |
| 163                                               | Josef Černý (CZE)            | DNF-7                 |
| 164                                               | Fausto Masnada (ITA)         | DNF-6                 |
| 165                                               | Tim Merlier (BEL)            | DNF-7                 |
| 166                                               | Bert Van Lerberghe (BEL)     | DNF-7                 |
| 167                                               | Jordi Warlop (BEL)           | DNF-6                 |
| Director esportiu: Davide Bramati, Dries Devenyns |                              |                       |

| Team dsm-firmenich PostNL DFP                    | Team dsm-firmenich PostNL DFP | Team dsm-firmenich PostNL DFP |
| ------------------------------------------------ | ----------------------------- | ----------------------------- |
| Núm                                              | Ciclista                      | Pos                           |
| 171                                              | Romain Bardet (FRA)           | NP-6                          |
| 172                                              | John Degenkolb (GER)          | 112è                          |
| 173                                              | Chris Hamilton (AUS)          | 85è                           |
| 174                                              | Max Poole (GBR)               | DNF-6                         |
| 175                                              | Casper van Uden (NED)         | 100è                          |
| 176                                              | Kevin Vermaerke (USA)         | 24è                           |
| 177                                              | Bram Welten (NED)             | DNF-4                         |
| Director esportiu: Matthew Winston, Luke Roberts |                               |                               |

| Team Polti Kometa PTK                                        | Team Polti Kometa PTK            | Team Polti Kometa PTK |
| ------------------------------------------------------------ | -------------------------------- | --------------------- |
| Núm                                                          | Ciclista                         | Pos                   |
| 181                                                          | Davide Piganzoli (ITA)           | 18è                   |
| 182                                                          | Davide Bais (ITA)                | 82è                   |
| 183                                                          | Mattia Bais (ITA)                | 108è                  |
| 184                                                          | Matteo Fabbro (ITA)              | NP-6                  |
| 185                                                          | Giovanni Lonardi (ITA)           | 91è                   |
| 186                                                          | Mirco Maestri (ITA)              | 63è                   |
| 187                                                          | Jhonatan Restrepo Valencia (COL) | DNF-7                 |
| Director esportiu: Stefano Zanatta, Jesús Hernández Blázquez |                                  |                       |

| Team Visma \| Lease a Bike TVL                                          | Team Visma \| Lease a Bike TVL     | Team Visma \| Lease a Bike TVL |
| ----------------------------------------------------------------------- | ---------------------------------- | ------------------------------ |
| Núm                                                                     | Ciclista                           | Pos                            |
| 191                                                                     | Jonas Vingegaard (DEN)             | 1r                             |
| 192                                                                     | Robert Gesink (NED)                | NP-3                           |
| 193                                                                     | Steven Kruijswijk (NED)            | 69è                            |
| 194                                                                     | Ben Tulett (GBR)                   | 54è                            |
| 195                                                                     | Cian Uijtdebroeks (BEL)            | 7è                             |
| 196                                                                     | Attila Valter (HUN) (ruta i crono) | 47è                            |
| 197                                                                     | Dylan van Baarle (NED) (ruta)      | 121è                           |
| Director esportiu: Arthur Van Dongen, Grischa Niermann, Maarten Wynants |                                    |                                |

| Tudor Pro Cycling Team TUD                       | Tudor Pro Cycling Team TUD | Tudor Pro Cycling Team TUD |
| ------------------------------------------------ | -------------------------- | -------------------------- |
| Núm                                              | Ciclista                   | Pos                        |
| 201                                              | Marco Brenner (GER)        | 72è                        |
| 202                                              | Robin Froidevaux (SUI)     | 105è                       |
| 203                                              | Alexander Kamp (DEN)       | 118è                       |
| 204                                              | Petr Kelemen (CZE)         | DNF-5                      |
| 205                                              | Alexander Krieger (GER)    | 116è                       |
| 206                                              | Marius Mayrhofer (GER)     | DNF-6                      |
| 207                                              | Florian Stork (GER)        | 44è                        |
| Director esportiu: Matteo Tosatto, Claudio Cozzi |                            |                            |

| UAE Team Emirates UAD                                          | UAE Team Emirates UAD     | UAE Team Emirates UAD |
| -------------------------------------------------------------- | ------------------------- | --------------------- |
| Núm                                                            | Ciclista                  | Pos                   |
| 211                                                            | Juan Ayuso Pesquera (ESP) | 2n                    |
| 212                                                            | Mikkel Bjerg (DEN)        | 15è                   |
| 213                                                            | Alessandro Covi (ITA)     | 78è                   |
| 214                                                            | Isaac del Toro (MEX)      | 4t                    |
| 215                                                            | Marc Hirschi (SUI) (ruta) | 79è                   |
| 216                                                            | Rafał Majka (POL)         | 37è                   |
| 217                                                            | Michael Vink (NZL)        | 109è                  |
| Director esportiu: Fabio Baldato, Fabrizio Guidi, Manuele Mori |                           |                       |

| Uno-X Mobility UXM                                       | Uno-X Mobility UXM              | Uno-X Mobility UXM |
| -------------------------------------------------------- | ------------------------------- | ------------------ |
| Núm                                                      | Ciclista                        | Pos                |
| 221                                                      | Alexander Kristoff (NOR)        | 99è                |
| 222                                                      | Jonas Abrahamsen (NOR)          | 50è                |
| 223                                                      | Odd Christian Eiking (NOR)      | 35è                |
| 224                                                      | Markus Hoelgaard (NOR)          | 76è                |
| 225                                                      | Andreas Leknessund (NOR)        | 38è                |
| 226                                                      | Magnus Cort Nielsen (DEN)       | DNF-6              |
| 227                                                      | Søren Wærenskjold (NOR) (crono) | 120è               |
| Director esportiu: Christian Andersen, Kurt Asle Arvesen |                                 |                    |

| VF Group-Bardiani CSF-Faizanè VBF                       | VF Group-Bardiani CSF-Faizanè VBF | VF Group-Bardiani CSF-Faizanè VBF |
| ------------------------------------------------------- | --------------------------------- | --------------------------------- |
| Núm                                                     | Ciclista                          | Pos                               |
| 231                                                     | Domenico Pozzovivo (ITA)          | 31è                               |
| 232                                                     | Filippo Fiorelli (ITA)            | NP-6                              |
| 233                                                     | Filippo Magli (ITA)               | DNF-7                             |
| 234                                                     | Alex Tolio (ITA)                  | 90è                               |
| 235                                                     | Alessandro Tonelli (ITA)          | 43è                               |
| 236                                                     | Enrico Zanoncello (ITA)           | 117è                              |
| 237                                                     | Samuele Zoccarato (ITA)           | 125è                              |
| Director esportiu: Roberto Reverberi, Alessandro Donati |                                   |                                   |

| Bahrain Victorious TBV                              | Bahrain Victorious TBV | Bahrain Victorious TBV |
| --------------------------------------------------- | ---------------------- | ---------------------- |
| Núm                                                 | Ciclista               | Pos                    |
| 241                                                 | Antonio Tiberi (ITA)   | 27è                    |
| 242                                                 | Yukiya Arashiro (JPN)  | DNF-7                  |
| 243                                                 | Nikias Arndt (GER)     | 84è                    |
| 244                                                 | Phil Bauhaus (GER)     | DNF-7                  |
| 245                                                 | Damiano Caruso (ITA)   | 41è                    |
| 246                                                 | Andrea Pasqualon (ITA) | DNF-7                  |
| 247                                                 | Wout Poels (NED)       | 11è                    |
| Director esportiu: Gorazd Štangelj, Roman Kreuziger |                        |                        |